# Антуко
Антуко (ісп. Antuco) — селище в Чилі. Адміністративний центр однойменної комуни. Населення — 1978 чоловік (2002). Селище і комуна входить до складу провінції Біобіо та регіону Біобіо.
Територія комуни — 1884,1 км². Чисельність населення — 3840 жителів (2007). Щільність населення — 2,04 чол./км².

## Розташування
Лежить на правому березі річки Лай, що зрошує цю провінцію, у вузькій звивистій долині з м'яким кліматом і багатою рослинністю. У західному кутку цієї долини піднімається вулкан Антуко висотою в 2735 м.
Селище розташоване за 135 км на південний схід від адміністративного центру області — міста Консепсьйон та за 62 км на схід від адміністративного центру провінції міста Лос-Анхелес.
Комуна межує:
- на півночі — з комуною Пінто
- на сході — з провінцією Неукен (Аргентина)
- на півдні — з комуною Альто-Біобіо
- на південному заході — з комуною Санта-Барбара
- на заході — з комунами Кільєко, Тукапель
- на північному заході — з комуною Юнгай

## Демографія
Згідно з даними, зібраними під час перепису Національним інститутом статистики, населення комуни становить 3840 осіб, з яких 1930 чоловіків та 1910 жінок.
Населення комуни становить 0,19 % від загальної чисельності населення регіону Біобіо. 45,02 % відноситься до сільського населення і 54,98 % — міське населення.